# صابر اوبا
صابر اوبا (به ترکی آذربایجانی: Sabiroba) یک منطقه مسکونی در جمهوری آذربایجان است که در شهرستان خاچماز و در دهیاری مرشد اوبا واقع شده‌است.